# Johanna Rytting Kaneryd
Anna Johanna Rytting Kaneryd (* 12. Februar 1997 in Kolsva) ist eine schwedische Fußballspielerin. Sie steht derzeit beim Chelsea FC Women unter Vertrag und spielte 2021 erstmals für die schwedische Nationalmannschaft.

## Karriere

### Vereine
Johanna Rytting Kaneryd spielte für Tyresö FF, ehe sie im Juli 2014 von Älta IF für 1,5 Jahre verpflichtet wurde. Im Februar 2016 unterschrieb sie einen Vertrag bei Djurgården Damfotboll. Vor Beginn der Saison 2018 erhielt sie dann einen Zweijahresvertrag beim FC Rosengård. Am 1. November 2018 verlängerte sie ihren Vertrag bei Rosengård um drei Jahre. Im Dezember 2020 wechselte sie dann zu BK Häcken. Im August 2022 wurde sie für drei Jahre vom Chelsea FC Women verpflichtet.

### Nationalmannschaft
Rytting Kaneryd spielte für die schwedische U-17-Mannschaft, U-19-Mannschaft und U-23-Mannschaft. Bei einem Freundschaftsspiel gegen Österreich am 19. Februar 2021 kam sie erstmals für die schwedische Nationalmannschaft zum Einsatz, als sie für Fridolina Rolfö eingewechselt wurde. Bei der Fußball-Europameisterschaft der Frauen 2022 kam sie in allen fünf Spielen zum Einsatz, wobei sie dreimal eingewechselt wurde und zweimal von Beginn an spielte.
Sie wurde für die WM-Endrunde 2023 nominiert, kam in jedem der sieben Spiele ihres Teams zum Einsatz, wobei sie sechsmal ausgewechselt wurde und nur im dritten Gruppenspiel  gegen Argentinien, als einige Stammspielerinnen geschont wurden,  erst in der 76. Minute eingewechselt wurde. Sie verpasste mit ihrer Mannschaft durch eine 1:2-Niederlage im Halbfinale gegen die Spanierinnen das Finale. Durch einen 2:0-Sieg im Spiel um Platz 3 gegen die Nationalmannschaft Australiens gewann sie die Bronzemedaille.
Auch bei der diesjährigen Frauen Europameisterschaft 2025 in der Schweiz, wurde Rytting Kaneryd nominiert und war bei jedem Spiel in der Startelf dabei. Die Schwedinnen gewannen alle Spiele in der Gruppenphase und wurden somit auch Tabellenerster, wodurch sie sich für das Viertelfinale qualifizierten. Die Schwedinnen gewannen gegen Polen mit 3:0 und erstmalig überhaupt gegen den Rekordeuropameister Deutschland in einem EM-Spiel mit 4:1. Im Viertelfinale trafen die Schwedinnen dann auf die Engländerinnen. Dieses Spiel endete nach 90. Minuten regulärer Spielzeit mit einem 2:2 und ging in die Verlängerung. In dieser konnte sich keiner durchsetzten, weshalb es zum Elfmeterschießen kam, wo die schwedische Nationalmannschaft mit 2:3 ausschied.